# Sphaeromyxa japonica
Sphaeromyxa japonica is een microscopische parasiet uit de familie Sphaeromyxidae. Sphaeromyxa japonica werd in 2002 beschreven door Aseeva. 